# Old Liquidator
Old Liquidator è l'album d'esordio del supergruppo statunitense The Minus 5, fondato nel 1993 da Peter Buck e Scott McCaughey.
Esiste una edizione deluxe dell'album, pubblicata nel 2006, contenente ben 17 tracce.

## Tracce
1. Winter Goes Away – 4:55
2. Worse – 3:57
3. All the Time – 4:44
4. Find a Finger – 3:42
5. Emperor of the Bathroom – 4:20
6. Vulture – 4:36
7. Algerian Hook – 3:49
8. Story – 4:28
9. How Many Bones – 5:14
10. Basing Street – 4:02
11. When It Comes My Way – 5:42

## Formazione
- Ken Stringfellow - voce, chitarra
- John Auer - chitarra
- Scott McCaughey - chitarra
- Terry Adams - tastiera
- Peter Buck - basso
- Tom Ardolino - batteria